# Поліморфізм довжини ампліфікованих фрагментів

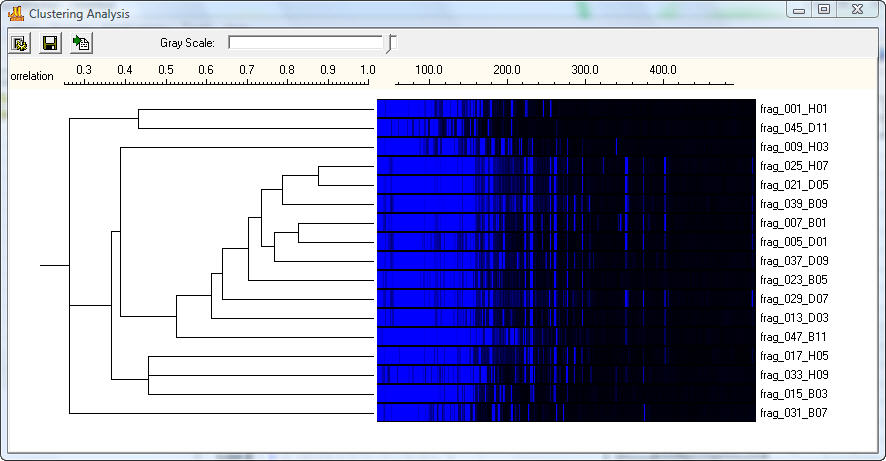
Філогенетичний аналіз AFLP з побудовою дендрограми.

Ме́тод поліморфі́зму довжини́ ампліфіко́ваних фрагме́нтів — (англ. AFLP, amplified fragment length polymorphism)— це молекулярно-генетичний метод, головним призначення якого є ідентифікація організмів.
AFLP аналіз використовується для створення фінгерпринту бактеріального геному.

## Суть методу
Цей аналіз проводиться в три етапи: рестрикція геномної ДНК за допомогою двох рестрикційних ендонуклеаз, приєднання специфічних ДНК адапторів з обох кінців відповідних рестрикційних фрагментів і третій крок — ампліфікація рестрикційних фрагментів, з використанням двох праймерів, комплементарних до зв'язаних адаптерів. Праймери містять один чи два додаткові нуклеотиди на 3-кінці, комплементарні послідовностям рестрикційних фрагментів.
Цей метод дає змогу проводити оцінку ізолятів не лише на рівні штаму і підвиду, а й корисний для ідентифікації мікроорганізмів до видового рівня.

## Ресурси
- ПЗ для аналізу даних AFLP

### On-line програми симуляції AFLP-ПЛР
- Для прокаріот і послідовностей
- Еукаріоти [Архівовано 25 серпня 2007 у Wayback Machine.]
- Послідовності [Архівовано 8 серпня 2007 у Wayback Machine.]